# 쓰다정 (가가와현)
쓰다정(일본어: 津田町)은 일본 가가와현 오카와군에 있던 정이다.

## 역사
- 1890년 2월 15일 - 정촌제 시행에 의해 산가와군 쓰다촌이 성립하였다.
- 1898년 2월 11일 - 정으로 승격해 쓰다정이 되었다.
- 1899년 4월 1일 - 오카와군에 소속되었다.
- 2002년 4월 1일 - 오카와군 산가와정, 오카와정, 시도정, 나가오정이 신설 합병해 사누키시가 성립하였다. 동일 쓰다정은 폐지되었다.

## 참고 문헌
- 角川日本地名大辞典編纂委員会, 『角川日本地名大辞典 43 香川県』, 1985, 角川書店